# Anna Schäffer
Sveta Anna Schäffer (Mindelstetten, 18. veljače 1882. – Mindelstetten, 5. listopada 1925.) je njemačka svetica, franjevačka trećoredica (OFS), mističarka, imala je stigme. 
Anna Schäffer rođena je u obitelji u Bavarskoj, koja joj je pružila vjersko obrazovanje. Otac koji je bio stolar umro je s 40 godina i ostavio obitelj u neimaštini. Morala je raditi s 14 godina kako bi nešto zaradila za obitelj. Nadala se da bi jednog dana mogla postati redovnica. 
Godine 1898. imala je viziju Isusa, da će imati duga i teška trpljenja. Dana, 4. veljače 1901. Anna, koja je radila u šumarskoj kući, skliznula je i pala s obje noge na kotao s kipućom tekućinom. Trpjela je teške bolove, bila je na tridesetak operacija, preživjela je, ali je ostala paralizirana do smrti. O njoj se brinula njena majka. 
Sljedeće godine napustila je bolnicu. Nakon nesreće, bila je još pobožnija, imala je posebnu ljubav prema svetoj pričesti i Presvetom Srcu Isusovu. Smatrala je, da kada već ne može drugačije, da se može posvetiti preko trpljenja, pisanja i vezenja odjeće. Njeno strpljenje i blagost privlačili su ljude, koji su je dolazili posjećivati. Od 1910. godine imala je mistična viđenja i neki oblik stigmi, koje je skrivala od javnosti.
Umrla je 5. listopada 1925. na glasu svetosti. Posljednje riječi su joj bile: "Isuse, živim za tebe!"
Proglasio ju je blaženom papa Ivan Pavao II. 7. ožujka 1999. godine, a svetom papa Benedikt XVI. 21. listopada 2012. godine.